# 麥凱羅山
81°45′S 159°48′E / 81.750°S 159.800°E
麥凱羅山（英語：Mount McKerrow）是南極洲的山峰，位於斯塔肖特冰川東面，位於奧次地，屬於測量員山脈的一部分，處於湯普遜山以北9公里，該山峰現時由南極條約體系管理。